# Юрий Вернидуб
Юрий Миколайович Вернидуб (на украински: Ю́рій Микола́йович Верниду́б) е бивш украински футболист, играл като защитник или дефанзивен полузащитник, и настоящ треньор на Зоря Луганск.

## Кариера

### Кариера като футболист
Дебютира в професионалния футбол през 1983 г. със Спартак Житомир, но скоро след това влиза в казарма и временно спира с футбола. През 1987 година възобновява кариерата си и става част от Колос Никопол. На следващата година е трансфериран в Днепър Днепропетровск, но не изиграва нито един мач. След това за 5 години е част от Металург Запорожие, преди да премине в немския Кемницер, за който играе в рамките на един сезон. През 1997 година е трансфериран в Зенит Санкт Петербург, където през 2000 година приключва с активния футбол.

### Кариера като треньор
Една година след като приключва кариерата си като футболист, Вернидуб става помощник-треньор в Металург Запорожие, където остава на работа за 8 години, в които освен това тренира и юношеските формации. През 2009 преминава в треньорския щаб на Зоря Луганск, заемайки отново позицията на помощник-треньор. От 2011 г. е старши треньор на тима.

## Успехи

### Като футболист
Металург Запорожие
- Първа съветска лига (бронзов медал) (1): 1990

 Зенит Санкт Петербург
- Носител на Купата на Русия (1): 1998/99

### Като треньор
Зоря Луганск
- Купа на Украйна (финалист) (1): 2015/16